# الهجوم الهولندي في شمال بالي (1846)

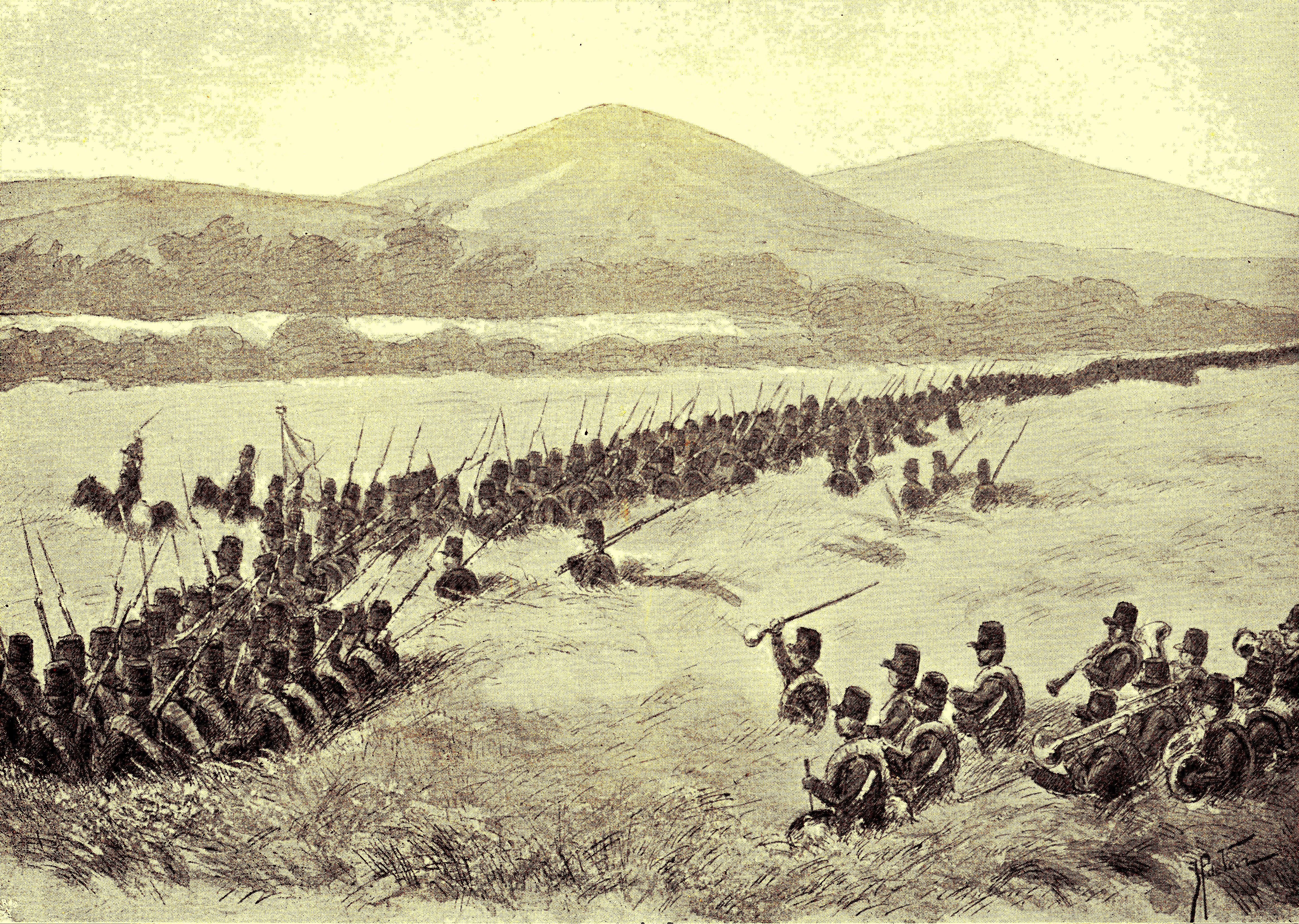
تقدم الكتيبة الهولندية السابعة في بالي عام 1846.

كان الهجوم الهولندي في شمال بالي في عام 1846 هو الأول في سلسلة طويلة من التدخلات العسكرية الهولندية في جزيرة بالي، حتى تحققت السيطرة الكاملة بالهجوم الهولندي على بالي في عام 1908. استخدم الهولنديون كذريعة مطالبات الإنقاذ من سكان بالي على حطام السفن، والتي كانت مألوفة لدى سكان بالي، ولكنها غير مقبولة لدى الهولنديين.
وصلت البعثة قبالة بوليلينغ في يونيو 1846. كانت تتألف من فرقاطتين، 4 بواخر، 12 مركب شراعي، 40 سفينة أصغر، 1700 جندي بينهم 400 أوروبي و 230 مدفع. الميناء كان محصناً من قبل قوات أهالي بالي، وقصفته الفرقاطات. بعد الهبوط، تمكنت القوات الهولندية من أسر وتدمير القصر الملكي في سينغاراجا.
وافق سكان بالي على الاعتراف بالمعاهدات واستيعاب حامية هولندية صغيرة. بمجرد عودة القوة الهولندية الرئيسية إلى جاوة، رفض حاكم بالي المحلي جيلانتيك دفع التسوية المتفق عليها إلى الهولنديين وسعى إلى توحيد قوات بالي ضدهم.
تم إجراء هجوم هولندي آخر في شمال بالي في عام 1848، والذي فشل أيضًا ضد جيلانتيك. ومع ذلك، في عام 1849، تمكن الهجوم الهولندي في بالي (1849) من السيطرة على مملكتي بالي في شمال بوليلينغ وجيمبرانا.